# Bob Turner
Pour les articles homonymes, voir Turner.
Bob George Turner (né le 31 janvier 1934 à Regina au Canada - mort le 7 février 2005) est un joueur professionnel de hockey sur glace qui a joué pour les Canadiens de Montréal et les Blackhawks de Chicago dans la Ligue nationale de hockey (LNH).

## Carrière
Turner est l'un des douze joueurs des Canadiens de Montréal à participer à chacune des cinq conquêtes consécutives de la Coupe Stanley de 1955-1956 à 1959-1960 en compagnie de Maurice Richard, Henri Richard, Jean Béliveau, Jacques Plante, Doug Harvey, Dickie Moore, Bernard Geoffrion, Claude Provost, Jean-Guy Talbot, Don Marshall et Tom Johnson.
Turner a également remporté la Coupe Memorial 1974 en tant qu'entraineur de l'équipe junior des Pats de Regina.

## Palmarès
- Coupes Stanley : 1956, 1957, 1958, 1959, 1960 ;
- Matchs des étoiles : 1956, 1957, 1958, 1959, 1960, 1961.

## Statistiques
| Saison     | Équipe                | Ligue      |     | Saison régulière | Saison régulière | Saison régulière | Saison régulière | Saison régulière |   | Séries éliminatoires | Séries éliminatoires | Séries éliminatoires | Séries éliminatoires | Séries éliminatoires |
| Saison     | Équipe                | Ligue      | PJ  | B                | A                | Pts              | Pun              | PJ               | B | A                    | Pts                  | Pun                  |                      |                      |
| 1955-1956  | Canadiens de Montréal | LNH        | 33  | 1                | 4                | 5                | 35               |                  |   |                      |                      |                      |                      |                      |
| 1956-1957  | Canadiens de Montréal | LNH        | 58  | 1                | 4                | 5                | 48               |                  |   |                      |                      |                      |                      |                      |
| 1957-1958  | Canadiens de Montréal | LNH        | 66  | 0                | 3                | 3                | 30               |                  |   |                      |                      |                      |                      |                      |
| 1958-1959  | Canadiens de Montréal | LNH        | 68  | 4                | 24               | 28               | 66               |                  |   |                      |                      |                      |                      |                      |
| 1959-1960  | Canadiens de Montréal | LNH        | 54  | 0                | 9                | 9                | 40               |                  |   |                      |                      |                      |                      |                      |
| 1960-1961  | Canadiens de Montréal | LNH        | 60  | 2                | 2                | 4                | 16               |                  |   |                      |                      |                      |                      |                      |
| 1961-1962  | Blackhawks de Chicago | LNH        | 69  | 8                | 2                | 10               | 52               |                  |   |                      |                      |                      |                      |                      |
| 1962-1963  | Blackhawks de Chicago | LNH        | 70  | 3                | 3                | 6                | 20               |                  |   |                      |                      |                      |                      |                      |
| Totaux LNH | Totaux LNH            | Totaux LNH | 478 | 19               | 51               | 70               | 307              |                  |   |                      |                      |                      |                      |                      |